# Podbočje
Podbočje je naselje v Občini Krško.

## Ime
Do leta 1952 se je naselje imenovalo  Sveti Križ pri Kostanjevici. Ime je bilo spremenjeno na osnovi povojnega "Zakona o imenih krajev in oznakah trgov, ulic ter zgradb" iz leta 1948, kot del kampanje slovenskih komunističnih oblasti, da se iz imen slovenskih krajev odstranijo vsi religiozni elementi. V 19. stoletju se je naselje v nemškem jeziku sicer uradno navajalo kot Heiligenkreuz.